# Le Mozart des pickpockets
Le Mozart des pickpockets é um filme de drama em curta-metragem francês de 2006 dirigido e escrito por Philippe Pollet-Villard. Venceu o Oscar de melhor curta-metragem em live action na edição de 2008.

## Elenco
- Matteo Razzouki-Safardi
- Philippe Pollet-Villard - Philippe
- Richard Morgiève - Richard
- Samir Guesmi - Ahmed